# John Ruskin
John Ruskin (London, 8. veljače 1819. – Coniston, 20. siječnja 1900.), britanski estetičar i sociolog.
Bio je profesor na Oxfordu, a umjetnošću se oduševio na putovanjima po Italiji. Za njega su "lijepo, istinito i dobro" istoznačni pojmovi. Težnja za ljepotom na svim područjima života navodi ga na stvaranje utopističkih planova o novom društvenom poretku. Oštro se suprotstavio svijetu tehničke civilizacije.  Nadovezao se na shvaćanje romantičarskog pokreta, uz pokušaj njihova usklađivanja s modernim shvaćanjem života. 1869. postao je profesorom povijesti umjetnosti na Oxfordu.

## Ruskinova bibliografija
- Poems (written 1835–46; collected 1850) (Works 2)
- The Poetry of Architecture (serialised The Architectural Magazine 1837–38; authorised book, 1893) (Works 1)
- Letters to a College Friend (written 1840–45; published 1894) (Works 1)
- The King of the Golden River, or the Black Brothers. A Legend of Stiria (written 1841; published 1850) (Works 1)
- Modern Painters (5 vols.) (1843–60) (Works 3–7)
  - Vol. I (1843) (Parts I and II) Of General Principles and of Truth (Works 3)
  - Vol. II (1846) (Part III) Of the Imaginative and Theoretic Faculties (Works 4)
  - Vol. III (1856) (Part IV) Of Many Things (Works 5)
  - Vol. IV (1856) (Part V) Mountain Beauty (Works 6)
  - Vol. V (1860) (Part VI) Of Leaf Beauty (Part VII) Of Cloud Beauty (Part VIII) Of Ideas of Relation (1) Of Invention Formal (Part IX) Of Ideas of Relation (2) Of Invention Spiritual (Works 7)
- The Seven Lamps of Architecture (1849) (Works 8)
- The Stones of Venice (3 vols) (1851–53)
  - Vol. I.  The Foundations (1851) (Works 9)
  - Vol. II. The Sea–Stories (1853) (Works 10) – containing the chapter "The Nature of Gothic"
  - Vol. III. The Fall (1853) (Works 11)
- Notes on the Construction of Sheepfolds (1851) (Works 12)
- Pre-Raphaelitism (1851) (Works 12)
- Letters to the Times on the Pre-Raphaelite Artists (1851, 1854) (Works 12)
- Lectures on Architecture and Painting (Edinburgh, 1853) (1854) (Works 12)
- Academy Notes (Annual Reviews of the June Royal Academy Exhibitions) (1855–1859, 1875) (Works 14)
- The Harbours of England (1856) (Works 13)
- The Elements of Drawing, in Three Letters to Beginners (1857) (Works 15)
- 'A Joy Forever' and Its Price in the Market: being the substance (with additions) of two lectures on The Political Economy of Art (1857, 1880) (Works 16)
- The Two Paths: being Lectures on Art, and Its Application to Decoration and Manufacture, Delivered in 1858–9 (1859) (Works 16)
- The Elements of Perspective, Arranged for the Use of Schools and Intended to be Read in Connection with the First Three Books of Euclid (1859) (Works 15)
- Unto This Last: Four Essays on the First Principles of Political Economy (serialised Cornhill Magazine 1860, book 1862) (Works 17)
- Munera Pulveris: Six Essays on the Elements of Political Economy (serialised Fraser's Magazine 1862–63, book 1872) (Works 17)
- The Cestus of Aglaia (serialised Art Journal 1864-64, incorporated (revised) in On the Old Road (1882) (Works 19)
- Sesame and Lilies: Two Lectures delivered at Manchester in 1864 (1865) (i.e., "Of Queen’s Gardens" and "Of King’s Treasuries" to which was added, in a later edition of 1871, "The Mystery of Life and Its Arts") (Works 18)
- The Ethics of the Dust: Ten Lectures to Little Housewives on the Elements of Crystallisation (1866) (Works 18)
- The Crown of Wild Olive: Three Lectures on Work, Traffic and War (1866) (to a later edition was added a fourth lecture (delivered 1869), called "The Future of England") (1866) (Works 18)
- Time and Tide, by Weare and Tyne: Twenty-five Letters to a Working Man of Sunderland on the Laws of Work (1867) (Works 17)
- The Queen of the Air: A Study of the Greek Myths of Cloud and Storm (1869) (Works 19)
- Lectures on Art, Delivered before the University of Oxford in Hilary term, 1870 (Works 20)
- Aratra Pentelici: Six Lectures on the Elements of Sculpture Given before the University of Oxford in Michaelmas term, 1870 (1872) (Works 20)
- Lectures on Landscape, Delivered at Oxford in [Lent term| Lent Term], 1871 (1898) ("Works" 22)
- Fors Clavigera: Letters to the Workmen and Labourers of Great Britain (1871–1884) ("Works" 27–29) (originally collected in 8 vols., vols. 1–7 covering annually 1871–1877, and vol. 8, Letters 85–96, covering 1878–84)
  - Volume I. Letters 1–36 (1871–73) ("Works" 27)
  - Volume II. Letters 37–72 (1874–76) ("Works" 28)
  - Volume III. Letters 73–96 (1877–84) ("Works" 29)
- The Eagle's Nest: Ten Lectures on the Relation of Natural science to Art, Given before the University of Oxford in Lent term, 1872 (1872) (Works 22)
- Ariadne Florentina': Six Lectures on Wood and Metal Engraving, with Appendix, Given before the University of Oxford, in Michaelmas Term, 1872 (1876) (Works 22)
- Love's Meinie: Lectures on Greek and English Birds (1873–1881) (Works 25)
- Val d’Arno: Ten Lectures on the Tuscan Art, directly antecedent to the Florentine Year of Victories, given before the University of Oxford in Michaelmas Term, 1873 (1874) (Works 23)
- The Aesthetic and Mathematic School of Art in Florence: Lectures Given before the University of Oxford in Michaelmas Term, 1874 (first published 1906) (Works 23)
- Mornings in Florence: Simple Studies of Christian Art, for English Travellers (1875–77) (Works 23)
- Deucalion: Collected Studies of the Lapse of Waves, and Life of Stones (1875–83) (Works 26)
- Proserpina: Studies of Wayside Flowers, While the Air was Yet Pure Among the Alps, and in the Scotland and England Which My Father Knew (1875–86) (Works 25)
- Bibliotheca Pastorum (i.e., ‘Shepherd’s Library’, consisting ofmultiple volumes) (ed. John Ruskin) (1876–88) (Works 31–32)
- Laws of Fésole: A Familiar Treatise on the Elementary Principles and Practice of Drawing and Painting as Determined by the Tuscan Masters (arranaged for the use of schools) (1877–78) (Works 15)
- St Mark's Rest (1877–84, book 1884) (Works 24)
- Fiction, Fair and Foul (serialised Nineteenth Century 1880–81, incorporated in On the Old Road (1885)) (Works 34)
- The Bible of Amiens (the first part of Our Fathers Have Told Us) (1880–85) (Works 33)
- The Art of England: Lectures Given in Oxford, During his Second Tenure of the Slade Professorship (delivered 1883, book 1884) (Works 33)
- The Storm-Cloud of the Nineteenth Century: Two Lectures Delivered at the London Institution, 4 and 11 February 1884 (1884) (Works 34)
- The Pleasures of England: Lectures Given in Oxford, During his Second Tenure of the Slade Professorship (delivered 1884, published 1884–85) (Works 33)
- Præterita: Outlines of Scenes and Thoughts Perhaps Worthy of Memory in My Past Life (3 vols.) (1885–1889) (Works 35)
- Dilecta: Correspondence, Diary Notes, and Extracts from Books, Illustrating ‘Praeterita’ (1886, 1887, 1900) (Works 35)

## Vanjske poveznice
- Ruskin’s Guild of St George Collection at Millennium Galleries, Sheffield  Arhivirana inačica izvorne stranice od 12. rujna 2012. (Wayback Machine)
- Ruskin at Walkley an online reconstruction of Ruskin's original St. George's Museum, in Walkley, Sheffield
- Guild of St George
- Ruskin Today  Arhivirana inačica izvorne stranice od 26. svibnja 2017. (Wayback Machine)
- The Ruskin Society
- Ruskin Museum, Coniston
- The Elements of Drawing: John Ruskin’s Teaching Collection at Oxford
- The Eighth Lamp, Ruskin Studies Today. Ruskin journal